# NGC 452

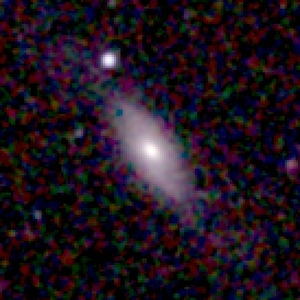
Hình ảnh được chụp bởi 2MASS.

NGC 452 là một thiên hà xoắn ốc nằm trong chòm sao Song Ngư. Nó được phát hiện vào năm 1827 bởi Sir John Herschel. Đó là khoảng 5 arcminutes phía tây NGC 444.